# Пасторано
Пастора̀но (на италиански: Pastorano) е малко градче и община в Южна Италия, провинция Казерта, регион Кампания. Разположено е на 67 m надморска височина. Населението на общината е 2941 души (към 2010 г.).